# Список державних мов суб'єктів Російської Федерації
Державною мовою Російської Федерації на всій її території (згідно зі статтею 68 Конституції РФ) є російська мова. Республіки в складі РФ мають право надавати своїм мовам статус державних.
Конституція РФ не згадує про права автономних округів та областей запроваджувати власні державні мови. Але на практиці автономні округи та області оголошують свої мови державними за допомогою власних статутів.

## Список державних мов суб'єктів Російської Федерації
- абазинська мова (Карачаєво-Черкесія)
- адигейська мова (Адигея)
- алтайська мова (Республіка Алтай)
- башкирська мова (Республіка Башкортостан)
- бурятська мова (Бурятія)
- інгуська мова (Інгушетія)
- кабардино-черкеська мова (Кабардино-Балкарія, Карачаєво-Черкесія)
- калмицька мова (Калмикія)
- карачаєво-балкарська мова (Кабардино-Балкарія, Карачаєво-Черкесія)
- ерзянська мова (Мордовія)
- мова комі (Республіка Комі)
- ногайська мова (Карачаєво-Черкесія)
- марійська мова (Марій Ел)
- мокшанська мова (Мордовія)
- осетинська мова (Північна Осетія)
- татарська мова (Татарстан)
- тувинська мова (Тува)
- удмуртська мова (Удмуртія)
- хакаська мова (Хакасія)
- чеченська мова (Чечня)
- чуваська мова (Чувашія)
- якутська мова (Республіка Саха)

## Мови з офіційним статусом
- вепська (Карелія).
- водська (Ленінградська область).
- долганська (Якутія).
- евенкійська (Якутія).
- евенська (Якутія).
- казахська (Республіка Алтай).
- карельська (Карелія).
- комі-пермяцька (Комі-Пермяцький округ Пермського краю).
- ненецька (Ямало-Ненецький автономний округ).
- чукотська (Чукотський автономний округ).
- фінська (Карелія).
- хантийська (Ханти-Мансійський автономний округ).
- юкагирська (Якутія).

Офіційний статус мов нацменшин (без їхнього переліку) у місцях їх компактного проживання встановлено також законодавством республік Марій Ел і Татарстан.